# Loose lips sink ships

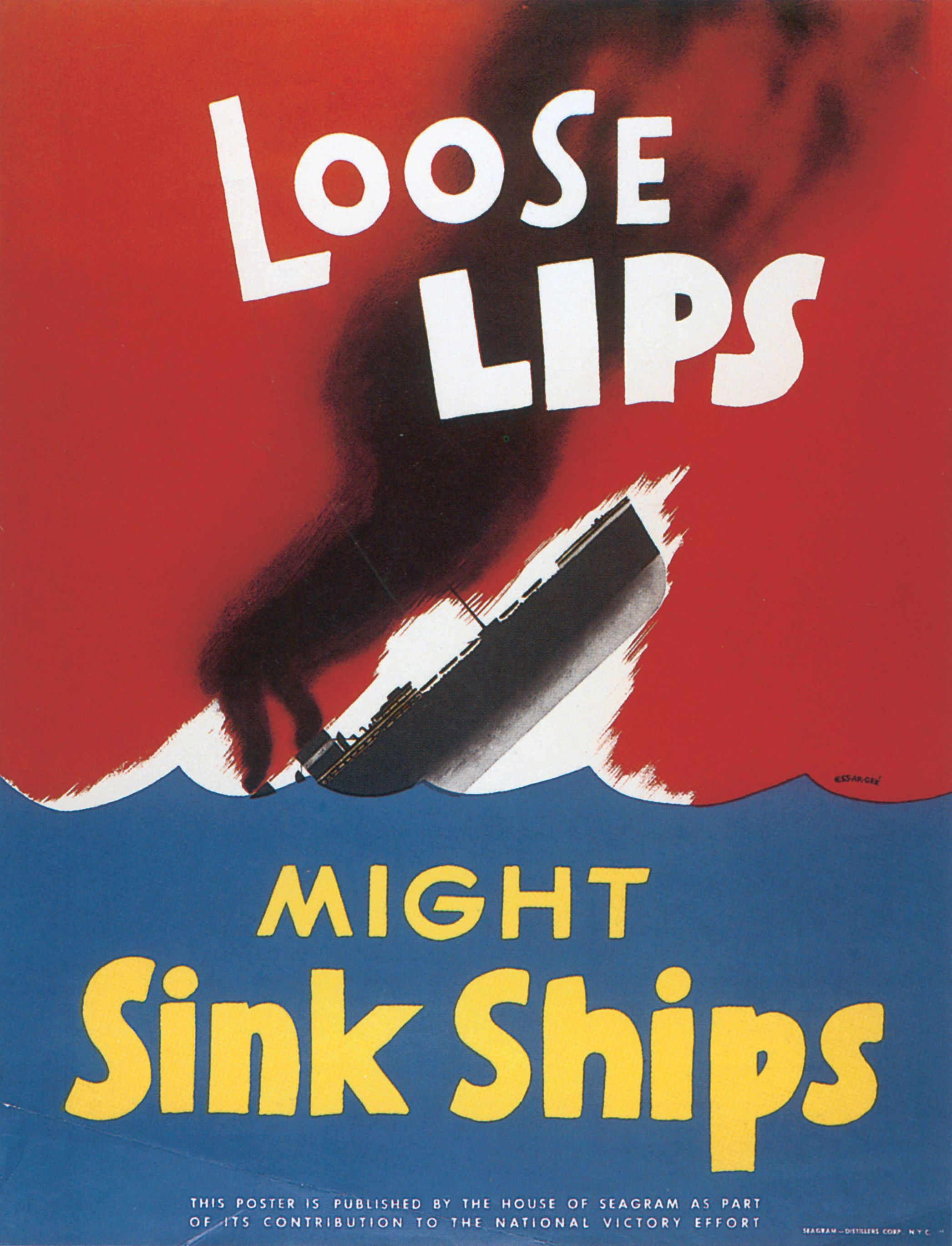
Cartaz de propaganda da Segunda Guerra Mundial por Seymour R. Goff. Este foi o primeiro cartaz a usar alguma variação da frase. Foi publicado pela Seagram Distillers Corporation para serem colocados em bares.

Loose lips sink ships (ou Loose lips might sink ships, em tradução livre: "lábios que ficam muito à vontade afundam navios") é uma expressão idiomática usada no inglês americano originada de cartazes de propaganda da Segunda Guerra Mundial. Significa que deve-se ter cuidado com o que fala, pois quando se fala sem se tomar as devidas precauções, pode-se causar grandes desastres. A frase foi criada pelo War Advertising Council e usada em cartezes pelo Gabinete de Informações de Guerra dos Estados Unidos.
Esse tipo de cartaz fazia parte de uma campanha geral de propaganda americana durante a Segunda Guerra Mundial para aconselhar militares e outros cidadãos a evitar conversas descuidadas que poderiam minar o esforço de guerra. Havia muitos slogans parecidos, mas o "loose lips sink ships" permaneceu no idioma norte-americano pelo restante do século e pelo próximo, geralmente como uma advertência para evitar conversas descuidadas em geral. O equivalente britânico da frase norte-americana era a frase "Careless Talk Costs Lives" (lit. conversas descuidadas custam vidas) e variações da frase "Keep mum" (ficar em silêncio ou quieto), enquanto na Suécia neutra, o Conselho de Informações do Estado promoveu o jogo de palavras  "en svensk tiger" (a palavra sueca "tiger" significa tanto "tigre" quanto "ficar calado"), e a Alemanha usou "Schäm Dich, Schwätzer!" (em português: "Que vergonha, tagarela!").
No entanto, especialistas em propaganda da época e historiadores desde então argumentaram que o objetivo principal desses cartazes era assustar as pessoas a não espalhar boatos - ou verdades - contendo más notícias que poderiam prejudicar a moral ou criar tensão entre grupos americanos, uma vez que o FBI (encarregado de lidar com os espiões inimigos) havia reunido os seus principais agentes em junho de 1941, de modo que o país "entrou na guerra com a confiança de que não havia uma grande rede de espionagem alemã escondida na sociedade americana".
O historiador D'Ann Campbell argumenta que o objetivo dos cartazes de guerra e propaganda e a censura de cartas de soldados não era frustrar espiões, mas "segurar o máximo possível rumores que poderiam levar ao desânimo, frustração, greve ou qualquer coisa que reduziria a produção militar".